# Cmentarz żydowski w Staszowie
Cmentarz żydowski w Staszowie "nowy" – kirkut mieści się przy ulicy Tadeusza Kościuszki. Został założony w 1819, kiedy komisarz sandomierski wydał polecenie przeniesienia cmentarza za miasto. Powierzchnia nekropoli wynosi 1,4 ha. Pierwsze pochówki na nowym cmentarzu miały miejsce w 1825 r. Obecnie znajdują się na nim odnalezione macewy, które Niemcy wykorzystywali jako płyty chodnikowe do utwardzania dziedzińców i dróg. W 1992 odsłonięto pomnik martyrologii staszowskich Żydów.

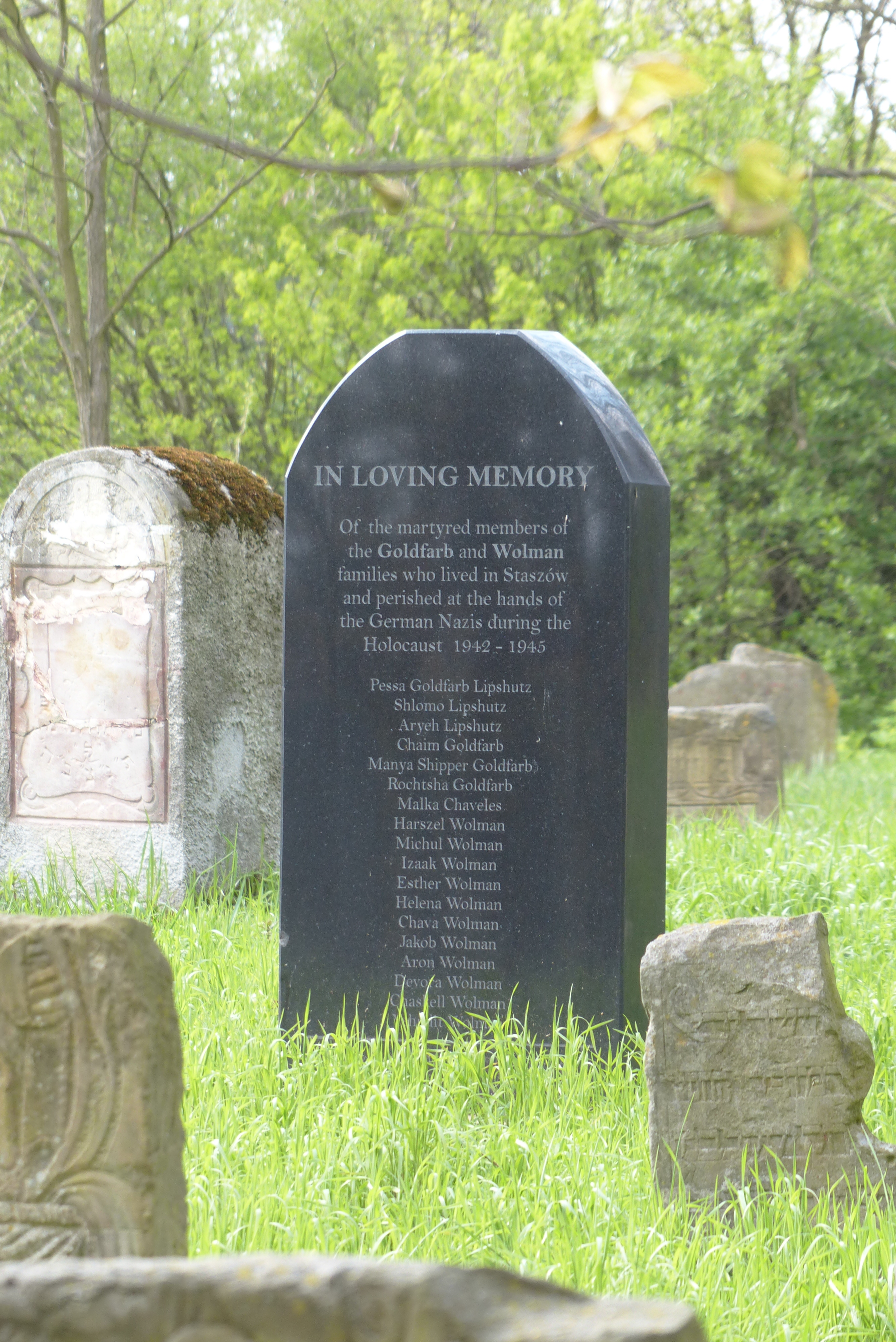

Cmentarz żydowski "stary" – położony był przy ul. Piłsudskiego (dawniej Bożniczej). Obecnie nie jest zachowany.